# 奧地利黨衛隊
奥地利党卫队指的是党卫队中來自奥地利的成员。这个说法并非官方賦予。党卫队从未正式承认奥地利的成员为独立分支。奧地利黨衛隊成员被视作普通成员，分布在党卫队的所有分支里。